# Beperkingen op nachtvluchten
Beperkingen van nachtvluchten, ook wel curfew genoemd, zijn regels of wetgeving die door een bestuurslichaam worden opgelegd om de blootstelling aan geluidshinder tijdens nachtelijke uren te beperken, terwijl de meerderheid van de inwoners probeert te slapen. Dergelijke regelingen kunnen onder meer beperkingen van beschikbare luchtwegen, starts- en landingsverboden of een verbod op engine runups of taxiën omvatten.

## Europese luchthavens
De beperkingen op nachtvluchten, die in de Engelse taal bekend staan als "curfews", zijn algemeen op Europese luchthavens. Dit heeft gevolgen voor het vliegverkeer, met een aantal starts boven het gemiddelde zodra de vliegbeperking wordt opgeheven, bijvoorbeeld om 6 uur 's ochtends, met name door vliegtuigen van goedkope luchtvaartmaatschappijen, die proberen het gebruik van hun vloot te maximaliseren.
In Europa zijn er 126 luchthaven met beperkingen op nachtvluchten.
Bijvoorbeeld op de luchthavens van Frankfurt, Parijs Orly, Zürich, Stockholm en Luxemburg, worden beperkingen op nachtvluchten toegepast om de blootstelling aan lawaai tijdens de nacht te verminderen.

### België
In Brussel is er een lange geschiedenis aan regels en wetgevingen in verband met nachtvluchten. Het aantal nachtslots is beperkt tot 16.000 per jaar, waarvan maximaal 5 000 starts zijn toegestaan.
Op 15 juli 2023 stelde de federale minister van Mobiliteit, Georges Gilkinet, voor om de nacht-QC op Brussel-Nationaal terug te brengen tot 0, wat in feite zou neerkomen op een verbod op nachtvluchten. In een rapport uit 2024 op verzoek van de federale ministers van Volksgezondheid Frank Vandenbroucke en van Mobiliteit Georges Gilkinet pleitte de Hoge Gezondheidsraad voor een volledig verbod op nachtvluchten.
In het Waals Gewest zijn premies voorzien voor de akoestische renovatie van woningen in de buurt van luchthavens. Het gaat hierbij om de vervanging van ramen en timmerwerk aan de buitenkant, de renovatie van daken, het aanbrengen van een vals geluidsplafond of mechanische ventilatie

### Nederland
Sinds 1958, bestaat in Nederland een Luchtvaartwet.
Op Schiphol zijn er wet- en regelgevingen genomen om de geluidshinder te beperken: Beperking van de gebouwinrichting, geluidsisolatie van bestaande gebouwen, rekening houden met lawaai in de bestemmingsplannen, Geluidscontrole en -metingen (sinds 2005).

### Verenigd Koninkrijk
De beperkingen op nachtvluchten voor de Londense luchthavens van Heathrow, Gatwick en Stansted bepalen een nachtperiode van 23.00 tot 7.00 uur en een nachtquotum van 23.30 tot 06.00 uur. Tijdens de nachtperiode mogen de meest lawaaierige vliegtuigtypen (geclassificeerd als QC/4, QC/8 of QC/16) niet opstijgen of landen (behalve in de meest uitzonderlijke omstandigheden). Bovendien zullen de bewegingen van andere soorten vliegtuigen (met inbegrip van de nieuwe categorie QC/0.25) tijdens de nachtquotaperiode worden beperkt met betrekking tot de beperkingen van de bewegingen en het geluidsniveau, die worden vastgesteld voor elke seizoenen.

### In Duitsland
De meeste luchthavens in Duitsland hebben 's nachts beperkingen en avonduren. De internationale luchthaven van Frankfurt bijvoorbeeld verbiedt alle lijnvluchten tussen 23 en 5 uur. 's Ochtends (0500-0600) en 's avonds (2200-2300) is een beperkt aantal vluchten toegestaan, op voorwaarde dat deze in overeenstemming zijn met de ICAO-voorschriften inzake geluidshinder van hoofdstuk 4. Andere beperkingen zijn van toepassing op lawaaiige luchtvaartuigen.

## Argumentatie

### Voor nachtvluchten
Economische activiteitVrachtwagens halen de pakketten overdag af, vliegtuigen vervoeren ze 's nachts, en de bestelwagens bezorgen de pakketten de volgende dag op hun bestemming. Het heeft te maken met de dagelijkse activiteit van de bedrijven die de pakketten zo laat mogelijk verzenden om ze zo vroeg mogelijk de volgende dag naar de plaats van bestemming te brengen.
WerkgelegenheidVrachtgoederen bieden werk aan duizenden mensen over de hele wereld.
Internationale betrekkingenDe duur van de avondklok verlengen betekent minder slots. Dit trekt kritiek van de andere leden van de Europese Unie aan.

### Tegen nachtvluchten
SlaapbehoefteNachtstarts en -landingen veroorzaken lawaai dat (soms onbewust) mensen wakker maakt.
Internationale regelgevingEr zijn geluidsdrempels die in Richtlijn 2002/49/EG worden aanbevolen.